# Chiesa di San Sebastiano Martire
La chiesa di San Sebastiano Martire, citata anche più semplicemente come chiesa di San Sebastiano, è un luogo di culto sito nell'abitato di Bosaro.
La chiesa, edificata alla metà del XVI secolo sul precedente edificio del fine del XV secolo e successivamente ampliata, è, nella suddivisione territoriale della Chiesa cattolica, collocata nel vicariato di Crespino-Polesella, a sua volta parte della diocesi di Adria-Rovigo, ed è sede parrocchiale.
Al suo interno sono deposte le spoglie della beata Maria Bolognesi.

## Storia
Nel tardo XV secolo la famiglia Turolla, che qui aveva dei possedimenti, per ovviare alla necessità dei fedeli di Villa del Bosaro, l'allora denominazione dell'abitato, di recarsi ad assistere alle funzioni religiose fino alla parrocchiale di Arquà Polesine, decise nel 1497 di chiedere l'autorizzazione a erigere una nuova chiesa parrocchiale sulla quale potrà rivendicare giuspatronato.
I lavori di costruzione furono celeri e già nel gennaio 1500 il nuovo edificio, dedicato a san Sebastiano, poté essere consacrato dal vescovo di Telese Pietro Fiaschi da Trani. La relazione del vicario episcopale Bartolomeo Zerbinati datata 1547 cita che la chiesa è dotata di cinque altari e che nei suoi pressi è presente la casa canonica, ciò nonostante, solo due anni più tardi, nel 1549, viene presa in considerazione di ingrandire l'edificio.

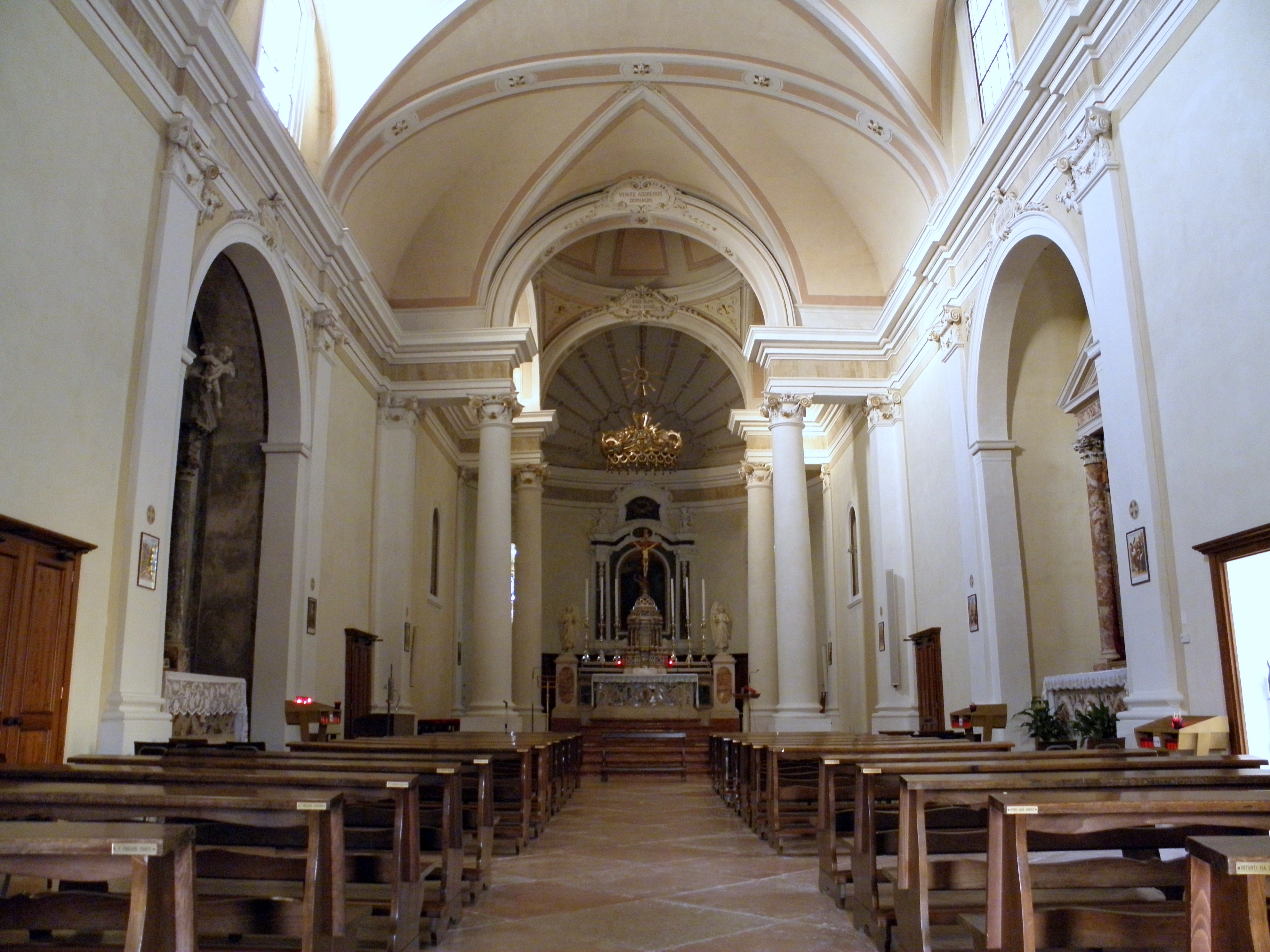
L'interno dell'edificio a navata unica.

Nella visita del 1559, il Pacaroni redige il verbale attestando che da poco tempo la chiesa è stata non solo ampliata ma anche ricostruita. Come attestato dalla visita di monsignor Peroto del 1603, la chiesa presenta una pianta a navata unica con presbiterio e coro, dotata di cinque altari e fonte battesimale.
Da una successiva relazione a seguito di una visita pastorale datata 1656 si apprende che l'originale campanile, del quale non è citata la data di costruzione, venne riedificato prima del 1656.
L'edificio rimane invariato per circa due secoli, quando per iniziativa dell'allora parroco don Benedetto Raminella venne coinvolta la popolazione per una ristrutturazione, l'ultima, effettuata nel 1822.
Nel 1927 il vescovo Anselmo Rizzi dichiarò i Turolla inadempienti, di conseguenza decaddero i diritti della famiglia sulla chiesa di San Sebastiano. A seguito dell'alluvione del Polesine del novembre 1951 tutto il territorio di Bosaro fu invaso dalle acque del Po che distrusse quasi completamente l'antico nucleo abitativo, tuttavia la chiesa resse alla furia delle correnti riaprendo al culto al ritiro delle acque.